# Jerry Falwell

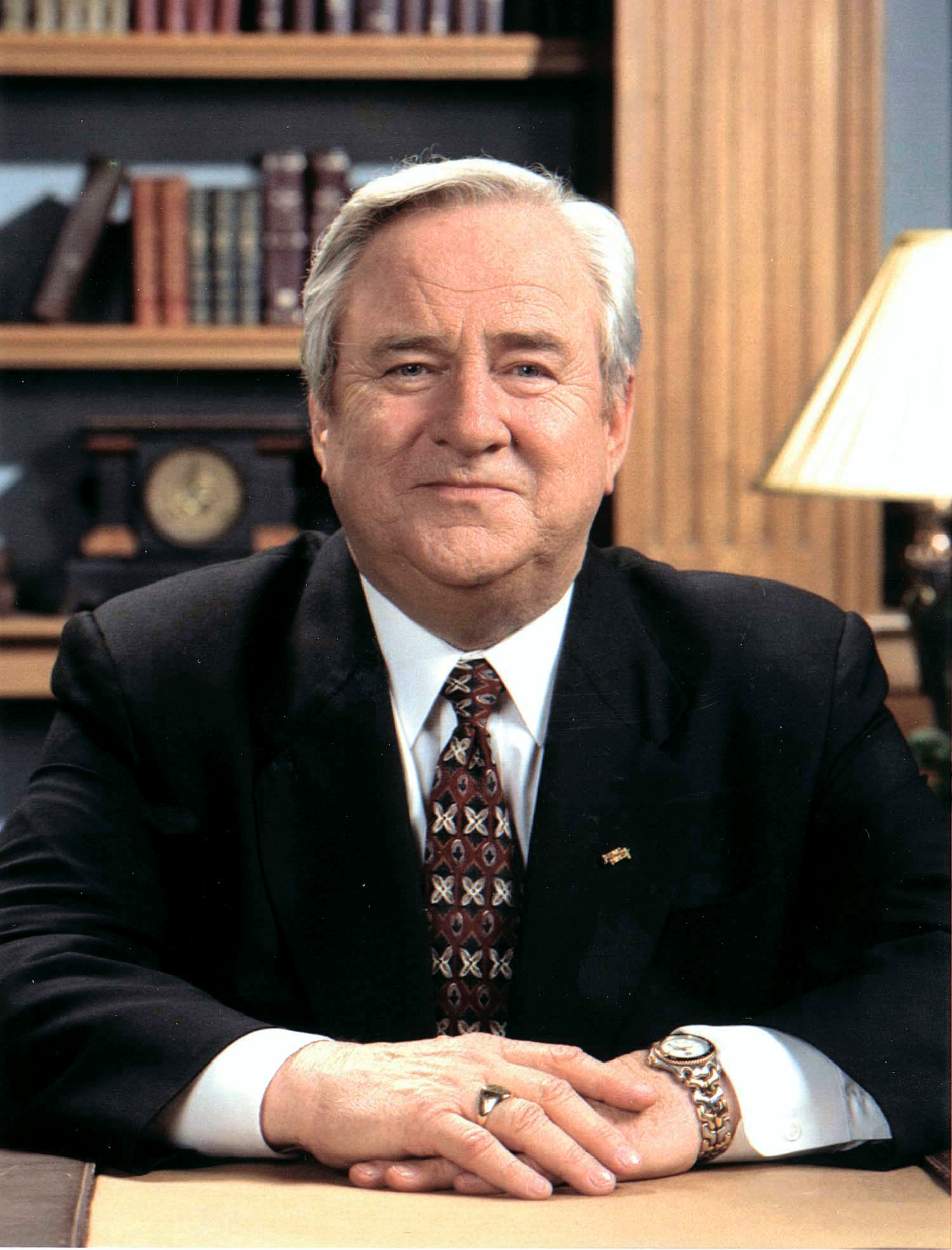
Jerry Falwell

Jerry Lamon Falwell (* 11. August 1933 in Lynchburg, Virginia; † 15. Mai 2007 ebenda) war ein US-amerikanischer baptistisch-fundamentalistischer Pastor und Fernsehprediger, der vor allem durch deutliche Unterstützung der Religiösen Rechten bekannt wurde. Er ist Gründer der Megachurch Thomas Road Baptist Church in Lynchburg, der Moral Majority, der Liberty University, des Elam Home für Männer mit Alkohol- und Drogenproblemen und des Liberty Godparent Home für Frauen, die wegen einer Schwangerschaft in Schwierigkeiten sind.

## Leben
Jerry Falwell und sein Zwillingsbruder Gene wurden am 11. August 1933 in Fairview Heights in Lynchburg, Virginia, als Kinder von Helen Virginia (geborene Beasley) und Carey Hezekiah Falwell geboren.
Sein Vater, Carey H. Falwell, war ein extravaganter Unternehmer, der mit 22 Jahren sein erstes Lebensmittelgeschäft eröffnete. Bald betrieb er 17 Tankstellen, viele davon mit kleinen Restaurants und Geschäften. Er baute Öllagertanks, besaß eine Ölgesellschaft und gründete 1927 die American Bus Line, welche alte batteriebetriebene Filmprojektoren installierte, um den Fahrgästen Filme von Charlie Chaplin sowie Laurel und Hardy zu zeigen. Später wandte er sich dem Schmuggel von Alkohol und unzähligen anderen Unternehmen zu. Sein bekanntestes Geschäft war der Merry Garden Dance Hall and Dining Room hoch oben auf einem Hügel in Virginia, der zum Zentrum der Swing Society in Virginia wurde. Auch er lehnte (wie schon sein Vater zuvor) die Religion ab.
Seine Mutter war zutiefst religiös und laut seiner Aussage in der Autobiografie Strength for the Journey diejenige Person, die „von Anfang an die Samen des Glaubens in ihn gepflanzt habe“.
Er erklärte am Abend des 20. Januar 1952 in der Park Avenue Baptist Church in Lynchburg seine Annahme Christi und traf dabei seine zukünftige Frau, die Kirchenpianistin Macel Pate. Aus der Ehe mit ihr gingen die drei Kinder Jerry Jr., Jonathan und Jeannie hervor.
Jerry Falwell gründete 1956 die Thomas Road Baptist Church, die zu Beginn der 1970er Jahre als die schnellstwachsende Kirche in den Vereinigten Staaten bezeichnet wurde und von anfänglich 35 Gottesdienstbesuchern auf 22.000 Mitglieder wuchs.

### Haltung zur Bürgerrechtsbewegung und zum Apartheidsregime in Südafrika
Falwell lehnte die schwarze Bürgerrechtsbewegung der 1950er und 1960er Jahre ab. Über Martin Luther King sagte er:

“I do question the sincerity and nonviolent intentions of some civil rights leaders such as Dr. Martin Luther King, Jr., James L. Farmer, Jr., and others, who are known to have left wing associations.”

„Ich zweifle an der Aufrichtigkeit und den gewaltlosen Absichten einiger führender Bürgerrechtler wie Dr. Martin Luther King, Jr., James L. Farmer, Jr. und anderen, von denen man weiß, dass sie linke Verbindungen haben.“

Er vertrat 1965 die Ansicht, dass das Ende der Segregation das Ende der „weißen Rasse“ zur Folge hätte.
Zur antirassistischen Gerichtsentscheidung „Brown vs. Board of Education“ sagte er 1958:

“If Chief Justice Warren and his associates had known God’s word and had desired to do the Lord’s will, I am quite confident that the 1954 decision would never had been made. The facilities should be separate. When God has drawn a line of distinction, we should not attempt to cross that line.”

„Wenn der oberste Richter Warren und seine Kollegen das Wort Gottes gekannt und den Wunsch gehabt hätten, den Willen des Herrn zu tun, bin ich überzeugt, dass die Entscheidung von 1954 nie getroffen worden wäre. Die [öffentlichen] Einrichtungen sollten getrennt sein. Wenn Gott eine Linie der Unterscheidung gezogen hat, sollten wir nicht versuchen, diese Linie zu übertreten.“

Diese Ansicht revidierte er später vollständig. Die erste Taufe eines Afroamerikaners in Falwells Gemeinde erfolgte 1971. Ebenso sprach Falwell sich für das Apartheidssystem in Südafrika aus. In diesem Zusammenhang rief er seine Anhänger dazu auf, in südafrikanisches Gold zu investieren.

### Haltung zum Vietnamkrieg
Falwell kritisierte im Zusammenhang mit dem Vietnamkrieg, dass die USA keinen totalen Krieg gegen Nordvietnam geführt hätten. Der US-Präsident hätte als Diener Gottes das Recht alle Waffen einzusetzen, die den „Übeltätern Verderben und Vernichtung brächten“.

### Haltung zur Gleichberechtigung von Frauen
Falwell war der Auffassung, dass das Equal Rights Amendment, ein Verfassungszusatz, der die Gleichberechtigung von Frauen zum Ziel hatte, Frauen viele „Sonderrechte“ nehmen würde und daher abzulehnen sei. Der Feminismus sei die eigentliche Ursache von Scheidungen, weil Frauen nach „Selbstverwirklichung“ strebten. Falwell sagte dazu: „Wenn wir Frauen vom öffentlichen Leben ausschließen, ist das nicht, weil wir auf sie verzichten wollen, sondern weil wir ihnen ihre wesentliche Ehre zurückgeben möchten... Die herausragendste und höchste Berufung von Frauen ist immer als Frau und Mutter“.

### The Clinton Chronicles
1994 machte Falwell Werbung für eine Dokumentation namens The Clinton Chronicles: An Investigation into the Alleged Criminal Activities of Bill Clinton (dt.: Die Clinton Chroniken: Eine Untersuchung der mutmaßlichen kriminellen Aktivitäten von Bill Clinton). Falwell vertrieb dieses Video ebenfalls. Die Dokumentation behauptet, Clinton sei in eine Verschwörung zum Mord und Kokain-Schmuggel gemeinsam mit Vincent Foster, James McDougall und Ron Brown verwickelt. Die Theorie wurde widerrufen, das Video verkaufte sich dennoch mehr als 150.000 mal.
Hinter den Urhebern des Videos steckte die Organisation „Citizens for Honest Government“, an die Jerry Falwell zwischen 1994 und 1995 US-$ 200.000 gezahlt hatte. 1995 interviewte Citizens for Honest Government zwei State Trooper der Arkansas State Police, Roger Perry und Larry Patterson, hinsichtlich der Verschwörungstheorie.
Falwells Werbung für das 80-Minuten-lange Video beinhaltete auch einen Ausschnitt, in dem Falwell einen unkenntlich gemachten „Journalisten“ zeigte, der behauptete, Angst um sein Leben zu haben.
Der Journalist warf Clinton vor, für die Ermordung zahlreicher Journalisten verantwortlich gewesen zu sein, die der Sache zu nahegekommen waren.
Es wurde später enthüllt, dass es sich bei dem „Journalisten“ um Patrick Matrisciana, den Produzenten des Videos und Präsidenten von „Citizens for Honest Government“, gehandelt habe. Später distanzierte sich Falwell von der Echtheit des Videos. In einem Interview im Jahre 2005 für die Dokumentation „The Hunting of the President“, sagte Falwell: „Bis heute weiß ich nicht, ob die Vorwürfe, die in den ‚Clinton Chronicles‘ gemacht wurden, der Wahrheit entsprechen“.

### Weitere politische Ansichten
Falwell forderte unter anderem die Umstellung des Schulsystems von einem öffentlichen System zu einem Gutscheinsystem für Eltern, wobei er eine Übernahme des kompletten Schulsystems durch christliche Gemeinschaften erhoffte. Er galt als Unterstützer Präsident Bushs. Nach den Terroranschlägen am 11. September 2001 bezichtigte er Homosexuelle, Abtreibungsbefürworter, Feministinnen, die American Civil Liberties Union, People for the American Way und alle säkularen Amerikaner einer Mitschuld an den Angriffen: „Ihr habt dazu beigetragen, dass dies geschehen konnte“. Dieser Vorwurf trug ihm scharfe Kritik auch seitens Bushs ein.
Falwell bestritt außerdem die globale Erwärmung und berief sich dabei auf Klimawandelleugner wie Fred Singer. Die Warnungen vor dem Klimawandel hielt er für ein satanisches Ablenkungsmanöver, welches Christen von der Verkündigung des Evangeliums abhalten solle. Über Gewerkschaften sagte er, diese sollten aufhören, mehr Geld zu verlangen und stattdessen die Bibel studieren. 1999 spekulierte Falwell, dass der Antichrist möglicherweise auf der Erde weilen würde und ein Jude sei. 2006 berichtete die Jerusalem Post, dass Falwell sich der theologischen Position angeschlossen hätte, dass Juden aufgrund des Bundes zwischen Mose und Gott nach ihrem Tod automatisch ins Paradies gelangen würden. Falwell erwirkte eine Gegendarstellung, in der er betonte, dass allen Juden, die sich nicht ausdrücklich zu Jesus Christus bekennen, die Hölle drohe.
Falwell war Unterstützter des guatemaltekischen Politikers und Diktators Efraín Ríos Montt.
Falwell war Anhänger des christlichen Zionismus, er lehnte Scharons einseitigen Abkoppelungsplan ab und kritisierte George Bush, weil dieser 2002 Israel dazu aufgefordert hatte, seine Panzer aus den palästinensischen Städten abzuziehen.
Falwell kritisierte weiterhin die Fernsehserie Teletubbies, da seiner Ansicht nach die Figur Tinky-Winky homosexuell sei, da sie rosa sei, eine Handtasche und das Symbol der Gay-Pride-Bewegung auf dem Kopf trage. Diese Homosexualität würde die Kinder verderben (tatsächlich ist die Figur lila).

### Rechtsstreit mit dem Hustler
In der November-Ausgabe des Jahres 1983 brachte der Hustler eine Parodie über Falwell. Das Magazin ahmte eine Werbung von Campari nach, in der Prominente über ihren ersten Campari berichten. Der Fernsehprediger sprach in einem gefälschten Interview über „sein erstes Mal“: Angeblich hatte er Inzest mit seiner Mutter in einem Toilettenhäuschen, während er betrunken war. Jerry Falwell verklagte daraufhin das Magazin wegen psychischer Belastungen auf 45 Millionen US-Dollar Schadenersatz. Larry Flynt, der Herausgeber des Magazins, wehrte sich gegen die Klage. Schließlich entschied am 24. Februar 1988 der Oberste Gerichtshof der Vereinigten Staaten für Flynt und den Hustler. Das Urteil wurde damit begründet, dass der erste Zusatzartikel und die darin garantierte Meinungsfreiheit wichtiger seien als der vermeintliche Schaden, den öffentliche Personen durch psychischen Stress infolge von Parodien hätten.

### Rechtsstreit mit Jerry Sloan
1984 hatte Falwell die homosexuellenfreundliche Metropolitan Community Church als „bestialisch“ und „satanisch“ bezeichnet. Diese Kirche werde eines Tages „ausgelöscht“ werden und im Himmel gäbe es dann ein Fest. In einer Fernsehdebatte  mit Jerry Sloan, einem Geistlichen, der gegen die Diskriminierung Homosexueller eintrat, bestritt Falwell die Aussagen und versprach, demjenigen 5.000 Dollar zu zahlen, der einen Tonbandbeweis dafür erbringen würde. Sloan legte das Band vor und verklagte Falwell erfolgreich auf Zahlung der Summe, die Sacramentos erstem „Homosexuellen Gemeinschaftszentrum“ gespendet wurde.

### Prophezeiung und Ableben
Wenige Jahre vor seinem Tod prophezeite Jerry Falwell, dass das Ende der Welt bevorstehe und er selbst die Wiederkehr des Herrn noch erleben werde. Am 15. Mai 2007 verstarb der Fernsehprediger aufgrund von Herzrhythmusstörungen im Alter von 73 Jahren in Lynchburg, Virginia.

## Kritik an Falwell
Falwell war bereits zu Lebzeiten sehr umstritten und galt als ein politisches Angriffsziel der Demokraten in den Vereinigten Staaten. Aber auch unter den Republikanern wurde Falwell massiv kritisiert. Barry Goldwater, der republikanische Präsidentschaftskandidat 1964, äußerte über Falwell: “Every good Christian should line up and kick Jerry Falwell’s ass.”
Falwells später zurückgenommene Ansicht, die Opfer der Anschläge vom 11. September 2001 hätten ihr Schicksal „möglicherweise verdient“, wurde von dem Publizisten Christopher Hitchens als Landesverrat (“treason”) bezeichnet.

## Bücher
- Church Aflame. Impact, 1971.
- Capturing a Town for Christ. Revell, 1973.
- Liberty Bible Commentary on the New Testament. Thomas Nelson, 1978.
- Listen, America! Doubleday, 1980.
- The Fundamentalist Phenomenon. Doubleday, 1981.
- Finding Inner Peace and Strength. Doubleday, 1982.
- Liberty Bible Commentary. Thomas Nelson, 1982.
- When it Hurts Too Much to Cry. Tyndale House, 1984.
- Wisdom for Living. Victor Books, 1984.
- Stepping Out on Faith. Tyndale House, 1984.
- Champions for God. Victor Books, 1985.
- If I Should Die Before I Wake. Thomas Nelson, 1986.
- The Fundamentalist Phenomenon/the Resurgence of Conservative Christianity. Baker Book House, 1986.
- Strength for the Journey. Simon & Schuster, 1987.
- The New American Family. Word, 1992.
- Falwell: An Autobiography. Liberty House, 1997. (Ghost written by Mel White )
- Fasting Can Change Your Life. Regal, 1998.
- Achieving Your Dreams. World Publishers, 2006.
- Building Churches of Dynamic Faith: A Five-Session Study Guide. World Publishers, 2006.
- Dynamic Faith Journal. World Publishers, 2006.